# Aleurocanthus t-signatus
Aleurocanthus t-signatus là một loài côn trùng cánh nửa trong họ Aleyrodidae, phân họ Aleyrodinae.
Aleurocanthus t-signatus được Maskell miêu tả khoa học đầu tiên năm 1896.